# Habenaria horsfieldiana
Habenaria horsfieldiana är en orkidéart som beskrevs av Friedrich Fritz Wilhelm Ludwig Kraenzlin. Habenaria horsfieldiana ingår i släktet Habenaria och familjen orkidéer. Inga underarter finns listade i Catalogue of Life.